# إس تي-500
إس تي-50 عائلة من المركبات المدرعة متعددة المهام، التي ظهرت لأول مرة خلال فاعليات معرض الصناعات العسكرية والدفاعية EDEX 2018 في القاهرة، ويتم إنتاجها لدى مصنع 200 الحربي (إنتاج وإصلاح المدرعات) بالتعاون مع مجموعة ماراثون الدولية المتحدة للتقنية الدولية International Marathon United Technology Group وهي شركة مصرية خاصة.
وتُعد الشقيقة الصغرى للمركبة اس تي-100 MRAP، وتعمل كمركبة تكتيكية خفيفة Light Tactical Vehicle LTV لنقل الجنود أو عمليات القوات الخاصة أو الإسعاف.

## التصميم
هيكل المدرعة عبارة عن دروع فولاذية ملحومة بالكامل على شكل حرف V مما يوفر حماية كاملة ضد هجوم قذيفة من عيار 7.62 ملم. تأتي مجهزة بمكيف هواء خدمة شاقة. يجلس السائق في المقدمة إلى اليسار ويجلس القائد إلى اليمين. كلاهما يجلس خلف نوافذ كبيرة مضادة للرصاص، وباب جانبي يفتح على المقدمة، ويضم نافذة مضادة للرصاص في الجزء العلوي. وباب خلفي مزدوج. تقع حجرة القوات في الجزء الخلفي من الهيكل، حيث يفتح الباب الخلفي افقيا. يوجد في الجزء العلوي من مقصورة القوات فتحة سقف مجهزة ببرج قتالي. يجلس المشاة على مقاعد مضادة للانفجارات يمكن طيها علي الجانبين. يوجد في أي من جانبي حجرة القوات ثلاثة مزاغل لإطلاق النار بحيث يمكن للقوات استخدام أسلحتها من الداخل، ويحتوي الباب الخلفي على مزغلين. يمكن تزويد المدرعة بأنظمة اختيارية مثل الطلاء العسكري، والإطار الإضافي بالحامل، وقاعدة رشاش بحسب النوعية، وأرضية ماصة للصدمات.يتم تثبيت معدات داخلية مثل أنظمة الرؤية الليلية والكاميرا عالية السرعة وأنظمة الاتصال الداخلي المدمجة.
يبلغ طول المدرعة 5.65 متر بالإطار الإضافي وعرضها 2.4 متر، وارتفاعها 3.15 متر، ووزنها الكلي بدون حمولة 8 طن، يمكن أن تحمل حمولة 2.50 طن.
تتسع النسخة الحاملة للجنود لعدد 3 افراد من الطاقم الاساسي بالإضافة لـ 5 افراد اخرين ونسخة الإسعاف تتسع لـ 3 افراد من الطاقم بالإضافة لنقالتين لحمل المصابين، اما النسخة الحاملة للهاون أو قاذف الصواريخ فتتسع لـ 3 افراد.

### التسليح
يمكن تسليح المركبة بمحطة السلاح العاملة بالتحكم عن بعد والمزودة برشاشات متعددة الاعيرة أو قواذف قنابل عيار 30 مم أو قاذف صواريخ مضادة للدبابات أو حاملة للهاون بخلاف قواذف الدخان.

### مستوي الحماية
تتمتع المركبة ب مستوى الحماية للمركبة ضد الطلقات BR6 / BR7 الذي يصمد امام الطلقات عيار 7.62×51 مم بنسختيها القياسية والخارقة.

### المناورة
تصل سرعتها القصوى إلى 140 كم / س ومداى يصل إلى 700 كم، ومزودة أيضا بمحرك ديزل أمريكي طراز Cummins QSB 6.7 ذو بسعة 6700 سي سي ذو شاحن توربيني ويولد قوة قدرها 300 حصان على 2500 لفة / د مع ناقل حركة أوتوماتيكي أمريكي طراز Allison 3000 SP.

## مراحل التطوير

### التفاصيل
حاملة أفراد مدرعة تكتيكية خفيفة 4×4 مصممة للقيام بمهام واسعة، معدات داخلية مثل أنظمة الرؤية الليلية والكاميرا عالية السرعة وأنظمة الاتصال الداخلي المدمجة، مع تكييف هواء شديد التحمل، وتأتي بعدة متغيرات حسب الرغبة:
- حاملة جنود مزودة ببرج رشاش Troop Carrier.
- سيارة الإسعاف - يمكن أن تحمل طاقمًا مكونًا من 3 أفراد ومريضين على نقالة.
- سيارة إطفاء
- حاملة لقذائف الهاون.[4]
- قاذفة صواريخ

## المشغلون
مصر
 الإمارات العربية المتحدة
 السعودية - طلبت وزارة الدفاع السعودية إجراء اختبار عملي للمدرعة ST-500 في صحراء الرياض، تمهيدًا لاستيرادها.